# Armagh
Armagh (irl. Ard Mhacha) – miasto w południowej części Irlandii Północnej, stolica hrabstwa o tej samej nazwie. Miasto zamieszkuje 14 590 mieszkańców (2001).
Historyczne centrum religijne Irlandii – opactwo i biskupstwo założył tu w 444 roku święty Patryk. Przez 700 lat Armagh było również siedzibą królów Ulsteru. W 832 roku klasztor został złupiony przez wikingów.

## Zabytki
- kościół anglikański pw. św. Patryka – gotycka katedra będąca przebudową XIII wiecznego kościoła zbudowanego w miejscu pierwszego kościoła zbudowanego na polecenie św. Patryka w 445 roku;
- katedra katolicka św. Patryka zbudowana w stylu neogotyckim w latach 1838 do 1873;

## Polonia
Uzupełniająca Polska Sobotnia Szkoła.